# Alexandru II Mircea
Alexandru II Mircea fue Vaivoda o Príncipe de Valaquia de 1568 a 1574 y 1574 a 1577. Fue el padre de Mihnea II Turcitul. Sus padres fueron Mircea III Dracul y Maria Despina. Educado por los turcos en Estambul, apenas conocía su país de origen antes de ascender al trono.

## Gobierno
Alexandru y su mujer Catherine Salvaresso llegaron a Bucarest en junio de 1574. De un modo similar a su bisabuelo, Vlad III Draculea, fue conocido por su extrema crueldad, masacrando a los boyardos disidentes al comienzo de su reinado. No obstante, Alexandru murió envenenado por nobles que se decían leales a él.
| Predecesor: Petru cel Tânăr | Príncipe de Valaquia 1568-1577 | Sucesor: Catalina Salvaresso |

- Datos: Q2625355
- Multimedia: Alexandru II Mircea / Q2625355